# 科技坂城站
科技坂城站（日语：／ Tekuno-Sakaki eki */?）是位於長野縣埴科郡坂城町大字南條4910番5號，信濃鐵道的信濃鐵道線車站。
此站是信濃鐵道唯一使用「平假名」和「片假名」車站。的羅馬字標記是「Tekuno」。

## 歷史
- 1999年（平成11年）4月1日 - 在信濃鐵道開業後首座新車站啟用[1]。

## 車站構造
車站是一座地面車站，設有2面2線相對式月台。月台可容納6卡編成。兩月台之間靠近坂城一方設有跨線橋連接。
此站是簡易委託車站，委托坂城町負責車站業務。此站設有發車鐘，但是只限非一人控制列車。

### 月台
| 月台 | 路線        | 上下行 | 方向             |
| ---- | ----------- | ------ | ---------------- |
| 1    | ■信濃鐵道線 | 下行   | 長野方向         |
| 2    | ■信濃鐵道線 | 上行   | 小諸、輕井澤方向 |

## 使用狀況
以下為近年乘車人次變化：
| 乘車人次變化 | 乘車人次變化     | 乘車人次變化 |
| 年度         | 1日平均 乘車人次 |              |
| ------------ | ---------------- | ------------ |
| 2001         | 491              |              |
| 2002         | 489              |              |
| 2003         | 496              |              |
| 2004         | 484              |              |
| 2005         | 497              |              |
| 2006         | 499              |              |
| 2007         | 499              |              |
| 2008         | 509              |              |
| 2009         | 487              |              |
| 2010         | 480              |              |
| 2011         | 470              |              |
| 2012         | 446              |              |
| 2013         | 452              |              |
| 2014         | 439              |              |
| 2015         | 450              |              |
| 2016         | 464              |              |
| 2017         | 455              |              |

## 車站周邊
此站附近設有金井中之條工業團地，在工業團地內設有日精樹脂工業等工廠。車站東邊設有坂城科技中心和國道18號。在車站西邊設有坂城勤勞者綜合福祉中心、工場群、農地和千曲川。另外，從車站步行約15分鐘可到達千曲川玫瑰公園。

## 巴士路線
坂城町循環巴士
- 北周邊路線 【鼠橋運動公園木槌高爾夫球場→Bingushi湯館→坂城站方向】
- 南周邊路線 【夢之湯前→坂城高校前→北日名公民館方向】

## 相鄰車站
信濃鐵道
■信濃鐵道線
□快速
通過
■普通
西上田－科技坂城－坂城

## 注腳
1. 1 2 3 4 5 6 7 8 9 10 11 12 13 14  信濃毎日新聞社出版部. . 信濃毎日新聞社. 2011-07-24: 250. ISBN 9784784071647 （日语）.
2. ↑  「坂城町統計書」

## 外部連結
- 科技坂城站（信濃鐵道） （页面存档备份，存于）（日語）